# Il lungo presente
Il lungo presente: tempo e responsabilità, è un saggio di Stewart Brand. L'edizione italiana è stata tradotta da Davide Bocelli e pubblicata  da Mattioli 1885.
Il lungo presente raccoglie le idee e le ispirazioni che hanno portato alla creazione della Long Now Foundation di San Francisco e dei suoi primi progetti, soprattutto il cosiddetto orologio del lungo presente, ossia un monumentale orologio/biblioteca che invece di contare le ore ha sul suo quadrante soltanto i millenni, ed il Progetto Rosetta per la salvaguardia delle lingue a rischio di estinzione.
Il testo è stato pubblicato per la prima volta in Italia nel 2009, con l'intento di aiutare a diffondere anche in questo paese idee legate alla difesa della memoria, alla salvaguardia dei rapporti intergenerazionali e alla creazione di un mondo in grado di osservare e affrontare i complessi problemi dell'ambiente, dell'economia e della società contemporanea nella loro vasta estensione geografica e temporale.
Rispetto alle altre edizioni, questa contiene l'introduzione di Brian Eno, scritta appositamente per la traduzione in lingua italiana.